# NGC 4679
NGC 4679 é uma galáxia espiral barrada (SBc) localizada na direcção da constelação de Centaurus. Possui uma declinação de -39° 34' 16" e uma ascensão recta de 12 horas, 47 minutos e 30,0 segundos.
A galáxia NGC 4679 foi descoberta em 22 de Abril de 1835 por John Herschel.